# إلكتير

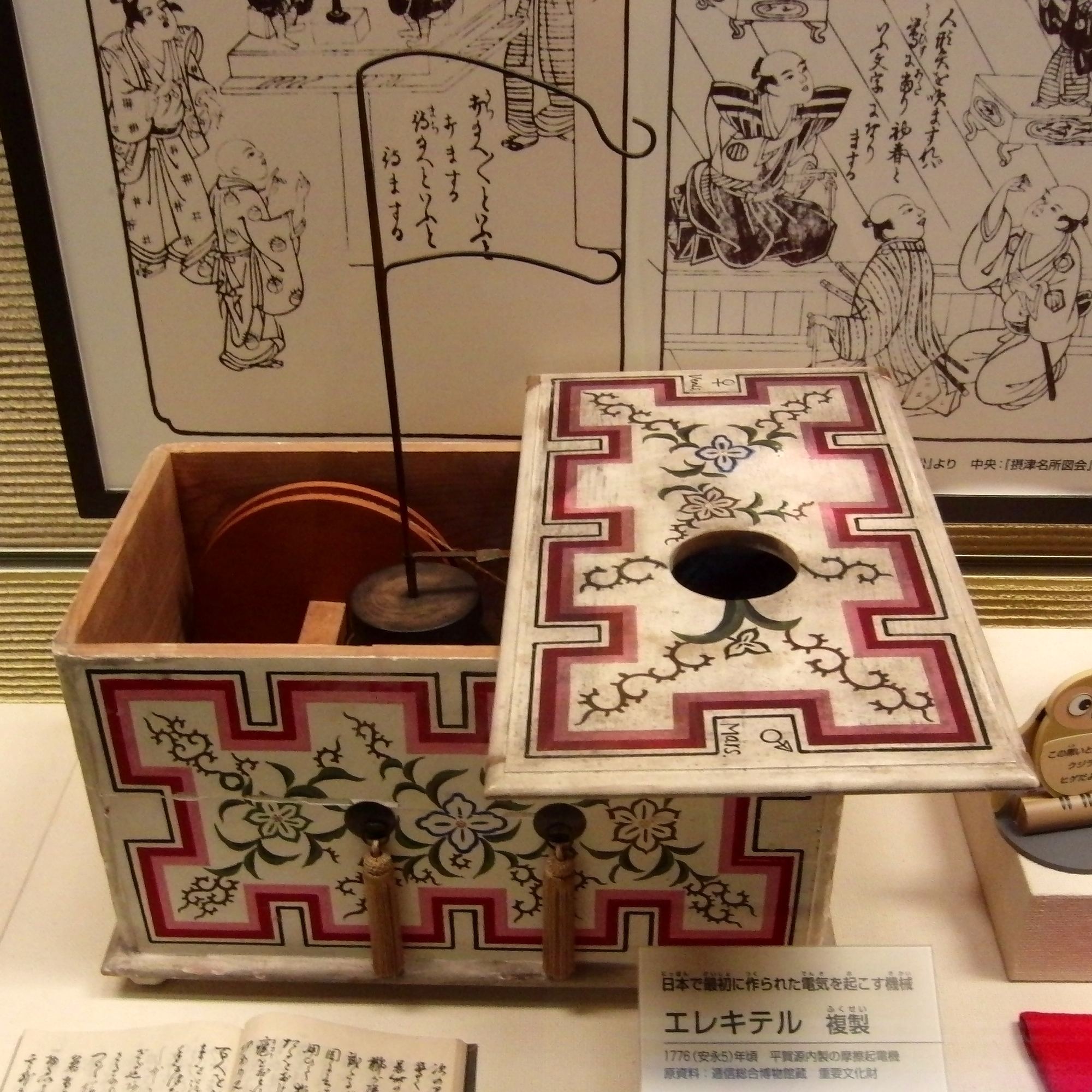
الإلكتير (نسخة مطابقة للأصل) معروض في المتحف الوطني للطبيعة والعلوم، طوكيو، اليابان.

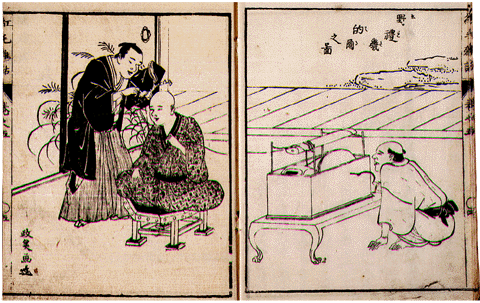
يَشرَح الإلكتير.

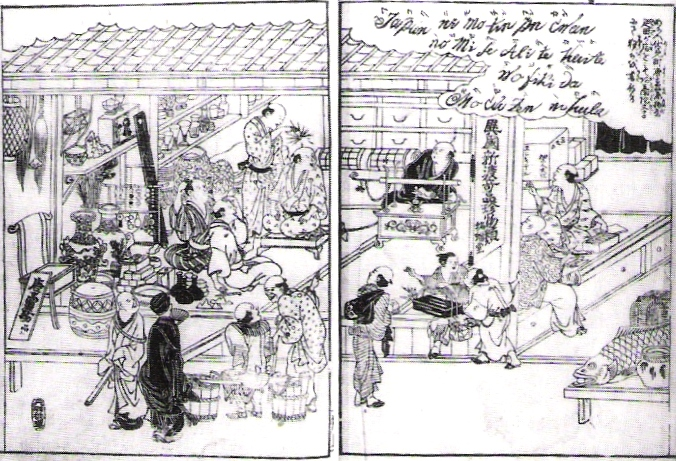
متجر كوريو (curio) يَشرَح ويبيع إلكتير. اللافتة عند المَدخَل تقول «أحدث الفُضولات من بُلدان أجنبيّة».

الإلكتير Elekiter (エレキテル Erekiteru) هو اسم يابانيّ لنوعٍ من مولِّدات الكهرباء السَّاكِنة استخدم في التجارب الكهربائيّة في القرن الثامن عشر. في اليابان، عرض هيراغا جيناي (Hiraga Gennai) إلكتيره الخاص في 1776، وقد استُلهِمَ من إلكتير في هولندا. يتألَّف الإلكتير من صندوق صغير يستخدِم طاقة الاحتكاك لتوليد الكهرباء وتخزينها.
اعتمد الإلكتير على تجارب غربيّة عديدة حول الكهرباء السَّاكِنة خلال القرن الثامن عشر، والّتي اعتمدت بدورها على اكتشاف أنّه يمكن توليد الكهرباء بالاحتكاك، وعلى اختراع قارورة ليدن في العقد 1740، كوسيلة مُلائِمة لتخزين الكهرباء السَّاكِنة بكميات كبيرة. حصل هيراغا جيناي على الإكتير من هولندا خلال رحلته الثانية إلى ناغاساكي في 1770، وقام بإيضاح رسميّ لإلكتيره في 1776.

## طالع أيضًا
- رانجاكو
- كلمات يابانية ذات أصل هولندي